# Костино (станційне селище)
Ко́стино (рос. Костино) — станційне селище у складі Дмитровського міського округу Московської області, Росія.

## Населення
Населення — 17 осіб (2010; 21 у 2002).
Національний склад (станом на 2002 рік):
- росіяни — 95 %